# Усть-Чагырка
Усть-Чагырка — село в Краснощёковском районе Алтайского края. Входит в состав Чинетинского сельсовета.

## История
Основано в 1825 г. В 1928 г. состояло из 256 хозяйств, основное население — русские. В административном отношении являлось центром Усть-Чагырского сельсовета Колыванского района Рубцовского округа Сибирского края..

## Население
| 1926 | 1997 | 1998 | 1999 | 2000 | 2001 |
| ---- | ---- | ---- | ---- | ---- | ---- |
| 1284 | ↘302 | ↘298 | ↗315 | ↘303 | ↘274 |
| 2002 | 2003 | 2004 | 2005 | 2006 | 2007 |
| ↘259 | ↘258 | ↘252 | ↘251 | ↘218 | ↘203 |
| 2008 | 2009 | 2010 | 2011 | 2012 | 2013 |
| ↘191 | ↘178 | ↘163 | ↘161 | ↘147 | ↘146 |

Национальный состав
Согласно результатам переписи 2002 года, в национальной структуре населения русские составляли 100 %.